# Finland i olympiska sommarspelen 2004
Finland i olympiska sommarspelen 2004 bestod av 62 idrottare som blivit uttagna av Finlands olympiska kommitté.

## Medaljörer
| Medalj | Namn                 | Sport     | Gren                        |
| ------ | -------------------- | --------- | --------------------------- |
| Silver | Marko Kemppainen     | Skytte    | Skeet                       |
| Silver | Marko Yli-Hannuksela | Brottning | Grekisk-romersk, weltervikt |

## Badminton
| Idrottare      | Gren       | Sextondelsfinaler                  | Åttondelsfinaler     | Kvartsfinaler        | Semifinaler          | Final                | Final            |
| Idrottare      | Gren       | Motståndare Resultat               | Motståndare Resultat | Motståndare Resultat | Motståndare Resultat | Motståndare Resultat | Placering        |
| -------------- | ---------- | ---------------------------------- | -------------------- | -------------------- | -------------------- | -------------------- | ---------------- |
| Anu Weckström  | Damsingel  | Mori (JPN) L 5-11, 4-11            | Gick inte vidare     | Gick inte vidare     | Gick inte vidare     | Gick inte vidare     | Gick inte vidare |
| Kasperi Salo   | Herrsingel | Joppien (GER) L 17-14, 7-15, 11-15 | Gick inte vidare     | Gick inte vidare     | Gick inte vidare     | Gick inte vidare     | Gick inte vidare |
| Antti Viitikko | Herrsingel | Shon (KOR) L 12-15, 3-15           | Gick inte vidare     | Gick inte vidare     | Gick inte vidare     | Gick inte vidare     | Gick inte vidare |

## Brottning
Grekisk-romersk
| Idrottare            | Gren   | Första omgången                                  | Avancemang | Kvartsfinaler        | Semifinaler          | Final                           |                  |
| Idrottare            | Gren   | Motståndare Resultat                             | Avancemang | Motståndare Resultat | Motståndare Resultat | Motståndare Resultat            |                  |
| -------------------- | ------ | ------------------------------------------------ | ---------- | -------------------- | -------------------- | ------------------------------- | ---------------- |
| Marko Yli-Hannuksela | 74 kg  | Pool 2 Nagata (JPN) W 3-0 Kobonov (KGZ) W 4-0    | 1 Q        | Azcuy (CUB) W 3-1    | Bucher (SUI) W 3-0   | Final Dokturashvili (UZB) L 1-4 | 2                |
| Juha Ahokas          | 120 kg | Pool 2 Deák-Bárdos (HUN) L 0-3 Barzi (IRI) L 1-2 | 3          | Gick inte vidare     | Gick inte vidare     | Gick inte vidare                | Gick inte vidare |

## Bågskytte
Damer
| Idrottare  | Gren         | Rankningsomgång | Rankningsomgång | 32-delsfinaler            | Sextondelsfinaler       | Åttondelsfinaler     | Kvartsfinaler        | Semifinaler          | Final                | Final            |
| Idrottare  | Gren         | Poäng           | Seed            | Motståndare Resultat      | Motståndare Resultat    | Motståndare Resultat | Motståndare Resultat | Motståndare Resultat | Motståndare Resultat | Placering        |
| ---------- | ------------ | --------------- | --------------- | ------------------------- | ----------------------- | -------------------- | -------------------- | -------------------- | -------------------- | ---------------- |
| Mari Piuva | Individuellt | 615             | 49              | Nasaridze (TUR) W 136-133 | Folkard (GBR) L 151-156 | Gick inte vidare     | Gick inte vidare     | Gick inte vidare     | Gick inte vidare     | Gick inte vidare |

## Friidrott
Herrar
Bana, maraton och gång
| Idrottare       | Gren              | Heat     | Heat      | Kvartsfinal | Kvartsfinal | Semifinal | Semifinal | Final    | Final     |
| Idrottare       | Gren              | Resultat | Placering | Resultat    | Placering   | Resultat  | Placering | Resultat | Placering |
| --------------- | ----------------- | -------- | --------- | ----------- | ----------- | --------- | --------- | -------- | --------- |
| Janne Holmén    | Maraton           | i.u.     | i.u.      | i.u.        | i.u.        | i.u.      | i.u.      | 2:17:50  | 22        |
| Jussi Utriainen | Maraton           | i.u.     | i.u.      | i.u.        | i.u.        | i.u.      | i.u.      | DNF      | x         |
| Jani Lehtinen   | 50 kilometer gång | i.u.     | i.u.      | i.u.        | i.u.        | i.u.      | i.u.      | 4:05:35  | 28        |

Fältgrenar och tiokamp
| Idrottare              | Gren          | Kval     | Kval      | Final            | Final            |
| Idrottare              | Gren          | Resultat | Placering | Resultat         | Placering        |
| ---------------------- | ------------- | -------- | --------- | ---------------- | ---------------- |
| Oskari Frösén          | Höjdhopp      | 2.20     | 25        | Gick inte vidare | Gick inte vidare |
| Matti Mononen          | Stavhopp      | 5.65     | 17        | Gick inte vidare | Gick inte vidare |
| Vesa Rantanen          | Stavhopp      | 5.50     | =22       | Gick inte vidare | Gick inte vidare |
| Tepa Reinikainen       | Kulstötning   | 19.74    | 13        | Gick inte vidare | Gick inte vidare |
| Vesa Rantanen          | Kulstötning   | 19.50    | 19        | Gick inte vidare | Gick inte vidare |
| Olli-Pekka Karjalainen | Släggkastning | 76.11    | 15        | Gick inte vidare | Gick inte vidare |
| David Söderberg        | Släggkastning | 74.14    | 22        | Gick inte vidare | Gick inte vidare |
| Esko Mikkola           | Spjutkastning | 83.64    | 4 Q       | 79.43            | 11               |
| Matti Närhi            | Spjutkastning | 81.06    | 10 Q      | 80.28            | 10               |
| Tero Pitkämäki         | Spjutkastning | 82.04    | 7 Q       | 83.01            | 8                |

Herrar
Kombinerade grenar - Tiokamp
| Friidrottare    | Gren     | 100 m | LJ   | SP    | HJ   | 400 m | 110H  | DT    | PV   | JT    | 1500 m  | Final | Placering |
| --------------- | -------- | ----- | ---- | ----- | ---- | ----- | ----- | ----- | ---- | ----- | ------- | ----- | --------- |
| Jaakko Ojaniemi | Resultat | 10.68 | 7.50 | 14.97 | 1.94 | 49.12 | 15.01 | 40.35 | 4.60 | 59.26 | 4:35.71 | 8006  | 16        |
| Jaakko Ojaniemi | Poäng    | 933   | 935  | 788   | 749  | 856   | 848   | 672   | 790  | 727   | 708     | 8006  | 16        |

Damer
Bana, maraton och gång
| Idrottare        | Gren        | Heat     | Heat      | Kvartsfinal      | Kvartsfinal      | Semifinal        | Semifinal        | Final            | Final            |
| Idrottare        | Gren        | Resultat | Placering | Resultat         | Placering        | Resultat         | Placering        | Resultat         | Placering        |
| ---------------- | ----------- | -------- | --------- | ---------------- | ---------------- | ---------------- | ---------------- | ---------------- | ---------------- |
| Johanna Manninen | 100 meter   | 11.45    | 5         | Gick inte vidare | Gick inte vidare | Gick inte vidare | Gick inte vidare | Gick inte vidare | Gick inte vidare |
| Johanna Manninen | 200 meter   | 23.45    | 5         | Gick inte vidare | Gick inte vidare | Gick inte vidare | Gick inte vidare | Gick inte vidare | Gick inte vidare |
| Kirsi Mykkanen   | 400 meter   | 52.53    | 6         | i.u.             | i.u.             | Gick inte vidare | Gick inte vidare | Gick inte vidare | Gick inte vidare |
| Kirsi Valasti    | 5 000 meter | 15:33.78 | 10        | i.u.             | i.u.             | i.u.             | i.u.             | Gick inte vidare | Gick inte vidare |

Fältgrenar och sjukamp
| Idrottare       | Gren          | Kval     | Kval      | Final            | Final            |
| Idrottare       | Gren          | Resultat | Placering | Resultat         | Placering        |
| --------------- | ------------- | -------- | --------- | ---------------- | ---------------- |
| Heli Kruger     | Längdhopp     | 6.50     | 16        | Gick inte vidare | Gick inte vidare |
| Heli Kruger     | Tresteg       | 13.98    | 23        | Gick inte vidare | Gick inte vidare |
| Sini Pöyry      | Släggkastning | 66.05    | 23        | Gick inte vidare | Gick inte vidare |
| Mikaela Ingberg | Spjutkastning | 60.80    | 13        | Gick inte vidare | Gick inte vidare |
| Taina Kolkkala  | Spjutkastning | 61.16    | 10 Q      | 60.72            | 10               |
| Paula Tarvainen | Spjutkastning | 56.88    | 28        | Gick inte vidare | Gick inte vidare |

Kombinerade grenar – Sjukamp
| Idrottare    | Gren     | 100H  | HJ   | SP    | 200 m | LJ   | JT  | 800 m           | Final           | Placering       |
| ------------ | -------- | ----- | ---- | ----- | ----- | ---- | --- | --------------- | --------------- | --------------- |
| Tiia Hautala | Resultat | 13.99 | 1.70 | 11.56 | 26.10 | 4.39 | DNS | Fullföljde inte | Fullföljde inte | Fullföljde inte |
| Tiia Hautala | Poäng    | 980   | 855  | 632   | 788   | 401  | x   |                 |                 |                 |

## Judo
Herrar
| Idrottare    | Gren                    | Sextondelsfinal           | Åttondelsfinal            | Kvartsfinal          | Semifinal            | Återkval                             | Final                | Final            |
| Idrottare    | Gren                    | Motståndare Resultat      | Motståndare Resultat      | Motståndare Resultat | Motståndare Resultat | Motståndare Resultat                 | Motståndare Resultat | Placering        |
| ------------ | ----------------------- | ------------------------- | ------------------------- | -------------------- | -------------------- | ------------------------------------ | -------------------- | ---------------- |
| Timo Peltola | Halv tungvikt (-100 kg) | Vasquez (DOM) W 1001-0001 | Makarau (BLR) L 0000-0200 | Gick inte vidare     | Gick inte vidare     | Omgång 1 Zjitkejev (KAZ) L 0001-0221 | Gick inte vidare     | Gick inte vidare |

## Kanotsport
Sprint
| Kanotist        | Gren                | Heat     | Heat      | Semifinal | Semifinal | Final            | Final            |
| Kanotist        | Gren                | Tid      | Placering | Tid       | Placering | Tid              | Placering        |
| --------------- | ------------------- | -------- | --------- | --------- | --------- | ---------------- | ---------------- |
| Kimmo Latvamäki | Herrarnas K-1 500 m | 1:40.645 | 5 QS      | 1:40.753  | 6         | Gick inte vidare | Gick inte vidare |
| Jenni Honkanen  | Damernas K-1 500 m  | 1:55.244 | 4 QS      | 1:53.050  | 2 QF      | 1:53.937         | 8                |

## Segling
Damer
| Seglare      | Gren        | Lopp | Lopp | Lopp | Lopp | Lopp | Lopp | Lopp | Lopp | Lopp | Lopp | Lopp | Summerad poäng | Finalplacering |
| Seglare      | Gren        | 1    | 2    | 3    | 4    | 5    | 6    | 7    | 8    | 9    | 10   | M*   | Summerad poäng | Finalplacering |
| ------------ | ----------- | ---- | ---- | ---- | ---- | ---- | ---- | ---- | ---- | ---- | ---- | ---- | -------------- | -------------- |
| Sari Multala | Europajolle | 8    | 9    | 11   | 6    | 10   | 1    | 9    | 2    | 15   | 24   | 14   | 85             | 5              |

M = Medaljlopp; EL = Eliminerad – gick inte vidare till medaljloppet;
Öppen
| Seglare                         | Gren  | Lopp | Lopp | Lopp | Lopp | Lopp | Lopp | Lopp | Lopp | Lopp | Lopp | Lopp | Lopp | Lopp | Lopp | Lopp | Lopp | Summerad poäng | Finalplacering |
| Seglare                         | Gren  | 1    | 2    | 3    | 4    | 5    | 6    | 7    | 8    | 9    | 10   | 11   | 12   | 13   | 14   | 15   | M*   | Summerad poäng | Finalplacering |
| ------------------------------- | ----- | ---- | ---- | ---- | ---- | ---- | ---- | ---- | ---- | ---- | ---- | ---- | ---- | ---- | ---- | ---- | ---- | -------------- | -------------- |
| Roope Suomalainen               | Laser | 35   | 5    | 24   | 12   | 10   | 12   | 33   | 32   | 11   | 13   | i.u. | i.u. | i.u. | i.u. | i.u. | 8    | 160            | 19             |
| Thomas Johanson Jukka Piirainen | 49er  | 14   | 7    | 2    | 9    | 8    | 6    | 9    | 7    | 5    | 6    | 9    | 13   | 14   | 12   | 15   | 4    | 111            | 8              |

M = Medaljlopp; EL = Eliminerad – gick inte vidare till medaljloppet;

## Simhopp
Herrar
| Idrottare       | Gren | Kval   | Kval      | Semifinal        | Semifinal        | Final            | Final            |
| Idrottare       | Gren | Poäng  | Placering | Poäng            | Placering        | Poäng            | Placering        |
| --------------- | ---- | ------ | --------- | ---------------- | ---------------- | ---------------- | ---------------- |
| Jukka Piekkanen | 3 m  | 359,22 | 29        | Gick inte vidare | Gick inte vidare | Gick inte vidare | Gick inte vidare |
| Joona Puhakka   | 3 m  | 414,69 | 13 Q      | 624,60           | 14               | Gick inte vidare | Gick inte vidare |

## Taekwondo
| Idrottare   | Gren             | Åttondelsfinaler     | Kvartsfinaler        | Semifinaer           | Återkval             | Bronsmatch           | Final                | Final            |
| Idrottare   | Gren             | Motståndare Resultat | Motståndare Resultat | Motståndare Resultat | Motståndare Resultat | Motståndare Resultat | Motståndare Resultat | Placering        |
| ----------- | ---------------- | -------------------- | -------------------- | -------------------- | -------------------- | -------------------- | -------------------- | ---------------- |
| Teemu Heino | Herrarnas +80 kg | Nguyen (VIE) L 5–8   | Gick inte vidare     | Gick inte vidare     | Gick inte vidare     | Gick inte vidare     | Gick inte vidare     | Gick inte vidare |

## Tennis
| Spelare         | Gren       | Omgång 1                | Omgång 2                | Åttondelsfinaler  | Kvartsfinaler     | Semifinaler       | Final / BM        | Final / BM       |
| Spelare         | Gren       | Motståndare Poäng       | Motståndare Poäng       | Motståndare Poäng | Motståndare Poäng | Motståndare Poäng | Motståndare Poäng | Placering        |
| --------------- | ---------- | ----------------------- | ----------------------- | ----------------- | ----------------- | ----------------- | ----------------- | ---------------- |
| Jarkko Nieminen | Herrsingel | Lu Y-H (TPE) W 6–3, 6–3 | Mirnyi (BLR) L 3–6, 4–6 | Gick inte vidare  | Gick inte vidare  | Gick inte vidare  | Gick inte vidare  | Gick inte vidare |